# Biserica de lemn din Cernișoara-Florese

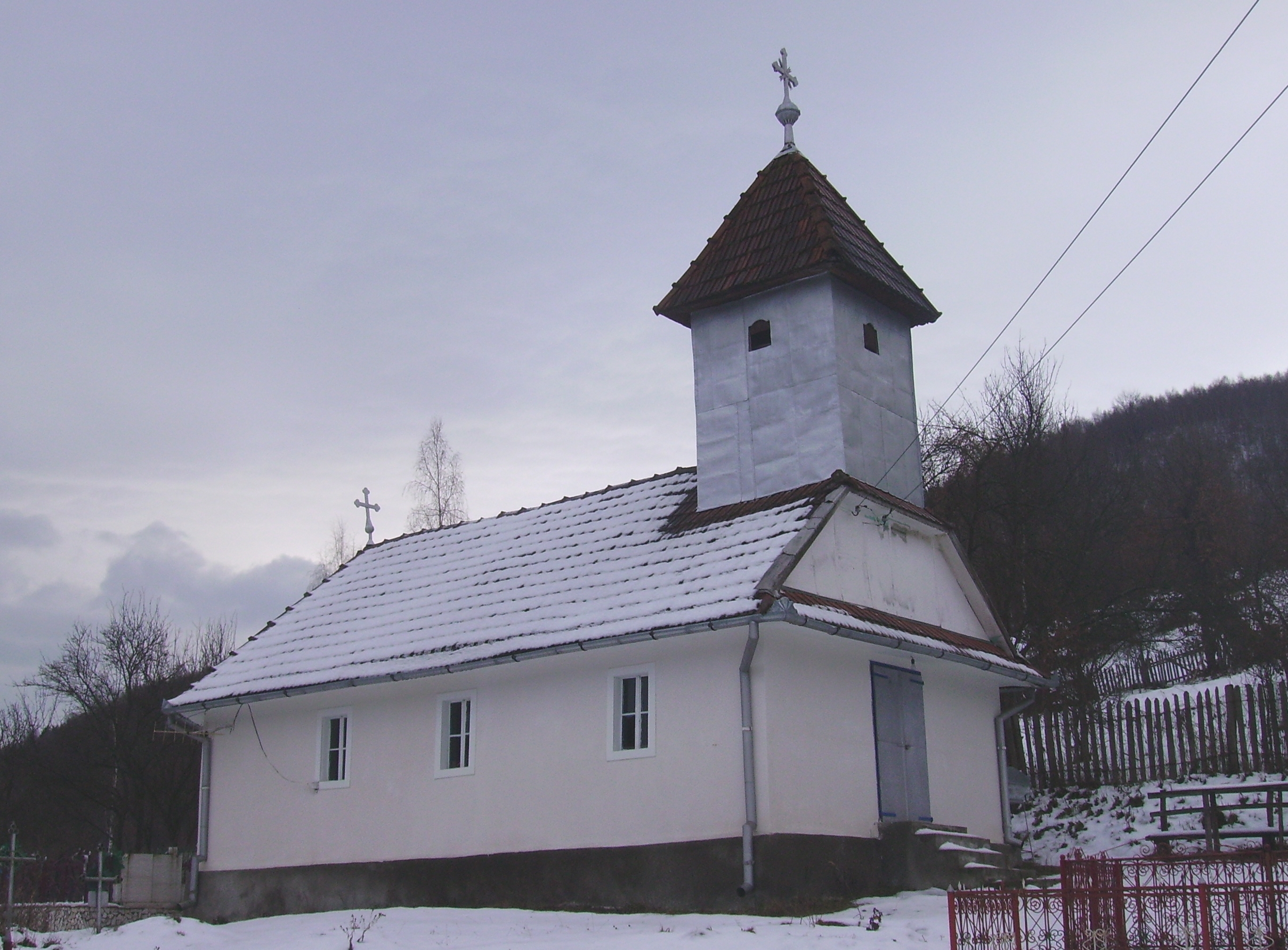
Biserica de lemn „Cuvioasa Paraschiva” din Cernișoara-Florese, comuna Bunila, județul Hunedoara, foto: noiembrie 2008.

Biserica de lemn din Cernișoara-Florese, comuna Bunila, județul Hunedoara a fost ridicată în perioada interbelică. Are hramul „Cuvioasa Paraschiva”. Biserica nu se află pe noua listă a monumentelor istorice.

## Istoric și trăsături
În satul Cernișoara-Florese (format, în 1913, prin contopirea celor două sate, anterior localități distincte), situat pe o vale paralelă, se păstrează o biserică de lemn interbelică, închinată "Cuvioasei Parascheva"; a fost ridicată în anii 1937-1938, în timpul păstoririi preotului Adrian Botici, pe cheltuiala deputatului hunedorean Constantin Bursan. Lăcașul actual a înlocuit o altă ctitorie din bârne, construită, potrivit pisaniei păstrate pe o bârnă de stejar, la începutul secolului al XVIII-lea: „Cu ajutorul și cu mila Domnului nostru Iisus Hristos s-au făcut această biserică în anul Domnului 1723 și meșterul Mihoc”. De la acel edificiu, omis de toate conscripțiile și izvoarele cartografice ale timpului, a preluat atât ușile împărătești, cât și importanta zestre de icoane mobile, executate pe lemn și pe sticlă. Edificiul înfățișează planul dreptunghiular, cu absida nedecroșată, poligonală cu trei laturi. Deasupra pronaosului a fost înălțată o clopotniță scundă, prevăzută cu un coif piramidal, învelită, în întregime, în tablă; la acoperișul propriu-zis s-a folosit țigla. O singură ușă apuseană asigură accesul în sfântul lăcaș. La interior, biserica adăpostește un bogat decor iconografic, executat de pictorul Mircea Bixa din Hunedoara în anul 1985; a fost restaurat în 2005 de Ioan Bota din Hunedoara. 